# Петровецкая сельская община
Петровецкая сельская община (укр. Петровецька сільська громада) — территориальная община в Черновицком районе Черновицкой области Украины.
Административный центр — село Верхние Петровцы.
Население составляет 8614 человека. Площадь — 77,6 км².
В соответствии с распоряжением Кабинета Министров Украины от 12 июня 2020 года, в состав общины вошла территория Верхнепетровецкого и Нижнепетровецкого сельских советов упразднённого Сторожинецкого района

## Населённые пункты
В состав общины входит 3 села:
- Верхние Петровцы
- Нижнепетровецкий старостинский округ:
  - Аршица
  - Нижние Петровцы